# Stockholms KK
El Stockholms Kappsimningsklubb es un equipo sueco de natación y waterpolo con sede en la ciudad de Estocolmo fundado en 1895.

## Historia
Entre los deportistas famosos del club está el waterpolista Harald Julin.

## Palmarés
- 1 vez campeón de la Liga de Suecia de waterpolo masculino (2005)